# Pierre de Bénouville
Pierre de Bénouville ps. „Lahire“, „Barrès“, „Brétinière“, „Duroc“ (ur. 8 sierpnia 1914 w Amsterdamie, zm. 4 grudnia 2001 w Paryżu) – francuski wojskowy, polityk i dziennikarz.

## Życiorys
Urodził się w Amsterdamie, jego ojciec był handlowcem. Wykształcenie zdobywał w Collège Saint-Paul w Angoulême i w Lycée Lakanal w Sceaux. Następnie studiował w Paryżu, gdzie zaangażował się w działalność monarchistyczną i po studiach został dziennikarzem. Brał udział w demonstracji podczas kryzysu 6 lutego 1934 roku, będąc członkiem grupy próbującej szturmować francuski parlament. W 1936 był jednym ze współzałożycieli tajnej organizacji Cagoule, mającej na celu obalenie lewicowego rządu Léona Bluma. W tym samym roku podczas pogrzebu historyka Jacquesa Bainville′a był członkiem grupy, która zaatakowała biorącego udział w pogrzebie premiera, raniąc go odłamkami szkła. W 1936 opublikował także swoją pierwszą książkę pt. Baudelaire le trop christien.
Po wybuchu II wojny światowej został zmobilizowany w Orleanie i brał udział w kampanii francuskiej w składzie 131 Pułku Piechoty. W czerwcu 1940 został wraz z resztkami pułku wzięty do niewoli, z której jednak uciekł i następnie przebył pieszo ponad 850 kilometrów, by dostać się do Francji Vichy. Zamieszkał w Nicei i  zajął się pracą jako dziennikarz dla antykomunistycznej i antysemickiej gazety „L'Alerte”. W styczniu 1941 udało mu się przedostać do Afryki Północnej, gdzie próbował dołączyć do wojsk Wolnych Francuzów, został jednak zatrzymany w Algierze. Aresztowany przez policję został wysłany do więzienia w Tulonie i przebywał tam 7 miesięcy. W sierpniu 1941 roku został uniewinniony przez sąd wojskowy w Tulonie i zwolniony z więzienia.
Po zwolnieniu zaangażował się w działalność francuskiego ruchu oporu. Wraz z Henri Frenayem założył ruch Radio-Patrie i został jego dowódcą. Niedługo później organizacja którą kierował połączyła się z innymi organizacjami ruchu oporu, tworząc Mouvements unis de la Résistance. Oskarżany jest o to, że świadomie doprowadził do aresztowania Jeana Moulina, wysyłając na spotkanie z nim konfidenta gestapo René Hardy'ego w celu wyeliminowania Moulina z walki o przywództwo ruchu oporu. Niedługo po aresztowaniu Molina, Bénouville udał się do Pessan, by świętować swoje małżeństwo.
Dzięki swoim kontaktom w Szwajcarii od 1941 roku organizował przedstawicielstwo ruchu oporu przy alianckich służbach specjalnych. Zagrożony aresztowaniem, w kwietniu 1944 roku przez Hiszpanię przedostał się do Algieru, gdzie pod nazwiskiem Duroc dołączył do Wolnych Francuzów. W 1944 poprosił generała de Gaulle′a o zgodę na wysłanie na front i brał następnie udział w kampanii włoskiej. W czerwcu 1944 roku powrócił jednak do Algieru, gdzie objął stanowisko szefa biura FFI w Komisji Wojskowej. Podczas pobytu w Algierze został awansowany do stopnia generała brygady.
Pod koniec lipca 1944 przedostał się przez Korsykę do Francji, gdzie objął dowództwo ruchu oporu w Saint-Étienne. Podczas wykonywania misji został poważnie ranny w wypadku samochodowym i przez kilka tygodni pozbawiony był opieki medycznej.
W 1946 roku opublikował pod nazwiskiem Guillain de Bénouville książkę Sacrifice du Matin, będącą jednych z pierwszych opisów działalności francuskiego ruchu oporu. W 1949 zasiadał w zarządzie gaulistowskiej partii Zgromadzenie Narodu Francuskiego, w latach 1951–1955 i 1958–1962 zasiadał w parlamencie departamentu Ille-et-Vilaine. Od 1953 do 1971 był także merem La Richardais. W latach 1970–1993 zasiadał w Zgromadzeniu Narodowym.
Był redaktorem naczelnym gazet: „Jours de France”, „l'Oise Libérée” i „Vingt-Quatre Heures”. W 1967 został prezesem przedsiębiorstwa zajmującego się prasą Journées de France.
Zmarł w 2001 w Paryżu i został pochowany na Cmentarzu Passy.

## Odznaczenia
Odznaczony następującymi odznaczeniami:
- Wielki Oficer Legii Honorowej
- Order Wyzwolenia
- Krzyż Wojenny 1939–1945
- Medal Ruchu Oporu
- Krzyż Wojenny (Belgia)
- Oficer Orderu Leopolda (Belgia)